# ناحیه برامپتون، میشیگان
ناحیه برامپتون (به انگلیسی: Brampton Township) یک منطقهٔ مسکونی در ایالات متحده آمریکا است که در شهرستان دلتا، میشیگان واقع شده‌است.
 ناحیه برامپتون ۶۶٫۳ کیلومتر مربع مساحت و ۱٬۰۵۰ نفر جمعیت دارد و ۲۱۶ متر بالاتر از سطح دریا واقع شده‌است.